# Jardín del Doctor Jacques Joseph Grancher
El jardín del Doctor Jacques Joseph Grancher o parque del Doctor Jacques Joseph Grancher (en francés jardín du Doctor Jacques-Joseph Grancher o square du Doctor Jacques-Joseph Grancher) es un parque ajardinado del XX Distrito de París.

## Descripción
Creado en 2006, el jardín se extiende sobre 3300 m²., sobre un promontorio. Se ha conservado en el parque formas urbanas tradicionales, como escaleras típicas. En un sector del parque se conservan igualmente los carteles de las calles ya desaparecidas del barrio.
También hay una estatua de una joven, que representa a la primavera, tallada en 1928 por el escultor Henri Dieupart.
El nombre de la Square está dedicado al médico pediatra Jacques-Joseph Grancher

## Situación
El jardín está ubicado en el número 6 de la calle de la Cloche.
Se localiza en las coordenadas: 48°51′55″N 2°23′38″E / 48.86528, 2.39389
 -  Línea 3,  Línea 3bis  - Estación de Gambetta